# Liste der Baudenkmäler in Wilhelmsdorf (Mittelfranken)
Auf dieser Seite sind die Baudenkmäler in der mittelfränkischen Gemeinde Wilhelmsdorf zusammengestellt. Diese Tabelle ist eine Teilliste der Liste der Baudenkmäler in Bayern. Grundlage ist die Bayerische Denkmalliste, die auf Basis des Bayerischen Denkmalschutzgesetzes vom 1. Oktober 1973 erstmals erstellt wurde und seither durch das Bayerische Landesamt für Denkmalpflege geführt wird. Die folgenden Angaben ersetzen nicht die rechtsverbindliche Auskunft der Denkmalschutzbehörde.
 Diese Liste gibt den Fortschreibungsstand vom 6. November 2021 wieder und enthält 6 Baudenkmäler.
In dieser Kartenansicht sind Baudenkmäler ohne Koordinaten mit einem roten bzw. orangen Marker dargestellt und können in der Karte gesetzt werden. Baudenkmäler ohne Bild sind mit einem blauen bzw. roten Marker gekennzeichnet, Baudenkmäler mit Bild mit einem grünen bzw. orangen Marker.

## Baudenkmäler nach Gemeindeteilen

### Wilhelmsdorf
| Lage                                | Objekt                                                                 | Beschreibung | Akten-Nr.     | Bild           |
| ----------------------------------- | ---------------------------------------------------------------------- | --- | ------------- | -------------- |
| Hugenottenplatz 1 (Standort)        | Evangelisch-lutherische Pfarrkirche, sogenannte Hugenottenkirche       | Saalbau, eingeschossiger Quaderbau mit Halbwalmdach, zweiläufiger Außentreppe, Ecklisenen und korbbogigen Wandöffnungen mit Keilstein, von Johann Nicolaus Stumpff, 1753, Dachreiter erneuert 1962; mit Ausstattung | D-5-75-181-1  | weitere Bilder |
| Albacher Seiten (Standort)          | Grenzsteine des ehemaligen Gräflich Pücklerschen Hochgerichtssprengels | Von ehemals 58 Steinen 16 erhalten, relativ breite Sandsteinmonolithe, 1753 - Nr. 1 (Lage), Stumpf, vermutlich etwas versetzt - Nr. 5 (Lage), stark verwittert - Nr. 6 (Lage), stark verwitterter Stumpf - Nr. 9 (Lage), Stele - Nr. 12 (Lage), kürzere Stele - Nr. 14 (Lage), halb liegender Stumpf - Nr. 21 (Lage), Stele - Nr. 22 (Lage), Stele - Nr. 24 (Lage), verwitterter Stumpf - Nr. 26 (Lage), Stele - Nr. 28 (Lage), angewitterter Stumpf - Nr. 33 (Lage), Stumpf - Nr. 34 (Lage), Stele - Nr. 38 (Lage), Stele - Nr. 45 (Lage), kurze angewitterte Stele - Nr. 58 (Lage), verwitterter Stumpf | D-5-75-121-36 | BW             |
| Von-Buirette-Straße 2 (Standort)    | Satteldachhaus                                                         | Mit Fachwerkobergeschoss, 18. Jahrhundert | D-5-75-181-3  | weitere Bilder |
| Von-Buirette-Straße 4, 6 (Standort) | Doppelwohnhaus                                                         | Halbwalmdachbau mit Fachwerkobergeschoss und rückliegendem Laubengang, 1699 (dendrochronologisch datiert) | D-5-75-181-4  | weitere Bilder |
| Von-Buirette-Straße 9 (Standort)    | Wohnhaus                                                               | Zweigeschossiger Satteldachbau mit verputztem Fachwerkobergeschoss, 18. Jahrhundert | D-5-75-181-2  | BW             |

### Trabelshof
| Lage                    | Objekt   | Beschreibung | Akten-Nr.    | Bild |
| ----------------------- | -------- | --- | ------------ | ---- |
| Trabelshof 1 (Standort) | Wohnhaus | Zweigeschossiger Walmdachbau mit Fachwerkobergeschoss, zweite Hälfte 18. Jahrhundert, Umbau (wohl Aufstockung), 1837 | D-5-75-181-5 | BW   |